# Kay Panabaker
Stephanie Kay Panabaker (Orange, 2 maggio 1990) è una zoologa ed ex attrice statunitense.

## Biografia
Nata a Orange, in Texas, vive a Los Angeles, California, con i genitori e la sorella maggiore, Danielle Panabaker, anch'essa attrice. Studia al college nel quale è entrata all'età di 15 anni.
È nota soprattutto per aver interpretato il ruolo di Nikki Westerly nella serie televisiva Summerland. Ha inoltre ricoperto il ruolo di Debbie Berwick, compagna di classe di Pim Diffy, in Phil dal futuro nel 2004 e di Emily Watson in Tyco il terribile.
Ha partecipato all'episodio 8x20 della serie E.R. - Medici in prima linea, episodio in cui muore il dr. Green. Ha recitato nella serie televisiva Medium nell'episodio "A caccia di anime" dove interpretava una ragazza posseduta da uno spirito.
È stata protagonista nel film Disney per la televisione Scrittrice per caso (2006) assieme alla sorella Danielle.
Ha recitato anche nella serie televisiva Zack e Cody al Grand Hotel nella terza stagione come una ragazza della Cheevers High School. Inoltre ha partecipato sempre con Cole e Dylan Sprouse nel film Il principe e il povero.
Ha recitato come Lindsay Willows, la figlia di Catherine Willows, in CSI: Scena del crimine, inoltre ha partecipato ad un episodio di Grey's Anatomy. Nel 2009 prende parte a qualche episodio della serie televisiva Mental interpretando la figlia di Nora Scoff. Sempre nel 2009 partecipa al remake del celeberrimo film di Alan Parker, Fame - Saranno famosi, nel quale riveste il ruolo di Jenny, mentre nel 2010 fa parte del cast della serie televisiva della ABC No Ordinary Family. Appare anche nel video di Jordan Pruitt "Outside Looking In". Nel maggio 2011 ha partecipato in Cyberbully dove interpreta Samantha Caldone la miglior amica della protagonista.
Nel 2012, dopo essere apparsa come doppiatrice nel film Beverly Hills Chihuahua 3, ha annunciato il ritiro dalle scene. Si è iscritta alla facoltà di zoologia alla UCLA. Dal 2016 lavora come guardiana degli animali presso il Disney's Animal Kingdom.

## Filmografia

### Cinema
- Temptation, regia di Roman Güttinger (2001) - cortometraggio
- Dead Heat, regia di Mark Malone (2002)
- Moondance Alexander, regia di Michael Damian (2007)
- Nancy Drew, regia di Andrew Fleming (2007)
- Il principe e il povero (The Prince and the Pauper: The Movie), regia di James Quattrochi (2007)
- Fame - Saranno famosi (Fame), regia di Kevin Tancharoen (2009)
- The Lake Effect, regia di Tara Miele (2010)
- Little Birds, regia di Elgin James (2011)

### Televisione
- Port Charles - soap opera, 1 episodio (2002)
- E.R. - Medici in prima linea (ER) - serie TV, episodio 8x20 (2002)
- Settimo cielo (7th Heaven) - serie TV, episodio 7x06 (2002)
- Angel - serie TV, episodi 3x17-4x08 (2002-2003)
- The Division - serie TV, episodio 3x06 (2003)
- The Brothers Garcia - serie TV, episodio 4x11 (2003)
- Summerland - serie TV, 26 episodi (2004-2005)
- Phil dal futuro (Phil of the Future) - serie TV, 14 episodi (2004-2005)
- Mom at Sixteen, regia di Peter Werner (2005) - film TV
- Medium - serie TV, episodio 1x15 (2005)
- Tyco il terribile (Life Is Ruff), regia di Charles Haid (2005) - film TV
- Scrittrice per caso (Read It and Weep), regia di Paul Hoen – film TV (2006)
- CSI - Scena del crimine (CSI: Crime Scene Investigation) – serie TV, 5 episodi (2006-2011)
- Zip – serie TV, episodio pilota scartato (2007)
- The Winner – serie TV, episodio 1x02 (2007)
- Due uomini e mezzo (Two and Half Men) - serie TV, episodio 4x21 (2007)
- Zack e Cody al Grand Hotel (The Suite Life of Zack & Cody) - serie TV, episodio 3x10 (2007)
- Custody - Una scelta difficile (Custody), regia di Nadia Tass (2007) - film TV
- Weeds - serie TV, episodio 3x07 (2007)
- Boston Legal - serie TV, episodio 4x03 (2007)
- Ghost Whisperer - Presenze (Ghost Whisperer) - serie TV, episodio 3x08 (2007)
- Grey's Anatomy – serie TV, episodio 5x10 (2008)
- Happy Campers - episodio pilota scartato (2008)
- Mental - serie TV, episodio 1x04 (2009)
- A Marriage - episodio pilota scartato (2009)
- Brothers & Sisters - Segreti di famiglia (Brothers & Sisters) - serie TV, episodi 4x18-4x19 (2010)
- Ogni casa ha i suoi segreti (Secrets in the Walls), regia di Christopher Leitch (2010) - film TV
- No Ordinary Family - serie TV, 20 episodi (2010-2011)
- Law & Order - Unità vittime speciali (Law & Order: Special Victims Unit) - serie TV, episodio 13x10 (2011)
- Cyberbully - Pettegolezzi online (Cyberbully), regia di Charles Binamé (2012) - film TV

### Doppiatrice
- Monsters & Co. (Monsters Inc.), regia di Pete Docter, David Silverman, Lee Unkrich (2001)
- American Dragon: Jake Long - serie TV, episodio 2x01 (2006)
- Beverly Hills Chihuahua 3, regia di Lev L. Spiro (2012)

## Doppiatrici italiane
Nelle versioni in italiano dei suoi film, Kay Panabaker è stata doppiata da:
- Letizia Ciampa in: E.R. - Medici in prima linea, CSI: Scena del crimine (2^ voce.), Scrittrice per caso, Moondance Alexander, No Ordinary Family, Custody - Una scelta difficile
- Elena Perino in: Summerland, Tyco il terribile, Cyberbully - Pettegolezzi online
- Joy Saltarelli in: Grey's Anatomy, Ogni casa ha i suoi segreti
- Francesca Rinaldi in: Fame - Saranno famosi
- Emanuela Ionica in Beverly Hills Chihuahua 3
- Erica Necci in: CSI: Scena del crimine (1^ voce)
- Benedetta Gravina in: Phil dal futuro
- Veronica Puccio in: Mental
- Eva Padoan in: Law & Order: Special Victims Unit